# 拉丘爾山
46°44′N 13°24′E / 46.733°N 13.400°E

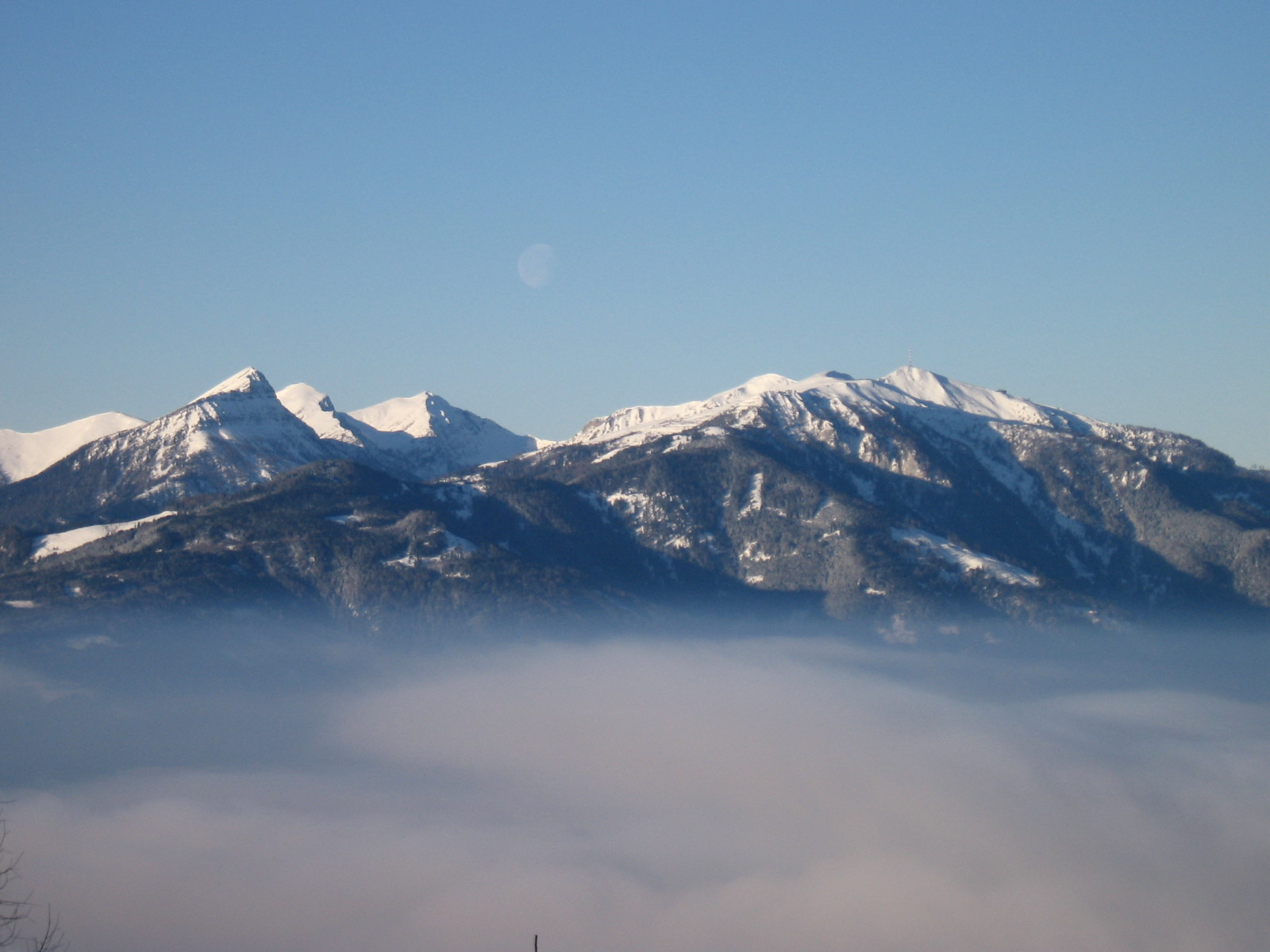

拉丘爾山（德語：Latschur），是奧地利的山峰，位於該國南部，由克恩頓州負責管轄，屬於蓋爾塔爾阿爾卑斯山脈的一部分，海拔高度2,236米，每年平均降雨量2,643毫米。